# Kamennomóstskoie
Kamennomóstskoie (en rus: Каменномостское) és un poble de Kabardino-Balkària, a Rússia, que el 2019 tenia 5.767 habitants. Pertany al districte rural de Zalukókoaje.